# 三星Galaxy R
Samsung Galaxy R是三星電子於2011年推出的智慧型手機，其為Galaxy家族裡之中高等級手機。差別在於以Super Clear LCD取代Super AMOLED Plus、以NVIDIA Terga2取代Samsung Exynos 4210（皆為雙核心，但Terga2為1Ghz）、800萬畫素鏡頭降級為500萬畫素、200萬畫素前鏡頭降級為130萬畫素。

## 硬件規格
Galaxy R不同於Galaxy SII,其使用一個1 GHz的雙核心ARM Cortex-A9處理器，由使用三星自家的Exynos改用NVIDIA Tegra 2(AP20H) SOC，代號為「Ventana」

### 核心規格
Tegra 2配備8個不同核心,其中兩個為1 GHz的雙核心ARM Cortex-A9處理器,1個ARM7處理器, 並整合多項多媒體編解碼器和格式（例如，On2的VP6/7/8 或 Real格式或WMV格式）。

Tegra 2 雖然使用ARM的Contrex-A9處理器,但並不支援ARM的SIMD引擎（也稱為媒體處理引擎，或「NEON」的指令集），已知未能硬件解碼並流暢播放H.264 High-Profile的HD 1080P 影片

### 記憶體
Galaxy R配備1GB RAM，扣除系統及GPU使用的記憶體後，約有724MB可使用。

### 貯存空間
配備8GB內部儲存空間其中1GB為安裝系統,3GB為系統使用,4GB為內部儲存使用.內有一個microSD卡插槽(最高支援32GB MircoSD)。

### 螢幕
不同於Galaxy S II使用三星Super AMOLED Plus,Galaxy R螢幕為Super Clear LCD 螢幕解像度 800 x 480，4.2吋，

### 相機
後置500萬畫素+前置130萬畫素（配置LED閃光燈）
底部相機為500萬像素,最高可錄製720p的影片,最大顯示為VGA。

## 外部連結
- 三星手機官網[永久]